# 三元区站
三元区站位于中华人民共和国福建省三明市三元区白沙街道，是鹰厦铁路上的火车站，办理客货运业务，由南昌铁路局永安车务段管辖。车站原名三明站，2018年7月15日更名为三元区站。南三龙铁路三明站开通后，三元区站于2019年1月5日停办客运业务。

## 概要

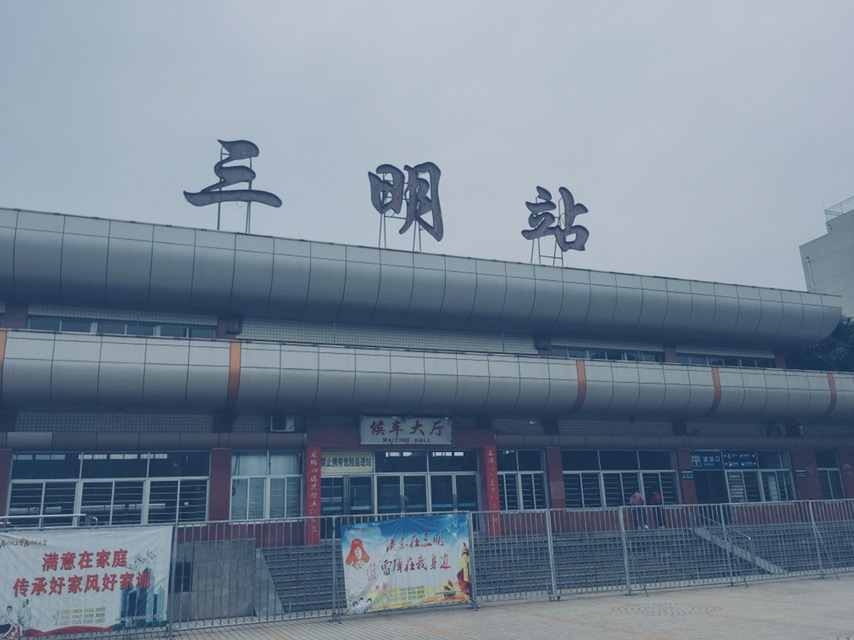
更名前的三明站（2018年）

三元区站始建于1956年，1958年建成，当时名为梅列站；1960年扩建，改为三明站。建成初期为3股道和一条货物线的中间站，1964年新建三明东站分流，同时车站股道增加为7股道并开辟第二货场。1980年代车站进行第二次改造，股道增加为16股，并增加牵出线1股；同时车站货场的货物线延长。2018年7月15日，车站更名为三元区站。
车站于2019年1月5日停办客运业务。车站停办客运前每天仅办理K1209/1210次一对旅客列车的客运业务，为此候车室的开放时间为2:50—5:00和14:00—17:30。货运业务方面整车普通货物无限制：可办理零散货物快运，亦可办理批量零散货物快运。

## 车站结构

### 站房
三元区站站房建筑面积1200平方米，建于1998年。售票处位于站房东侧，面积116平方米，设有三个人工窗口和自助取票机；候车室位于站房中部，面积378平方米，能容纳500名旅客；站房西侧为出站口。

### 站场

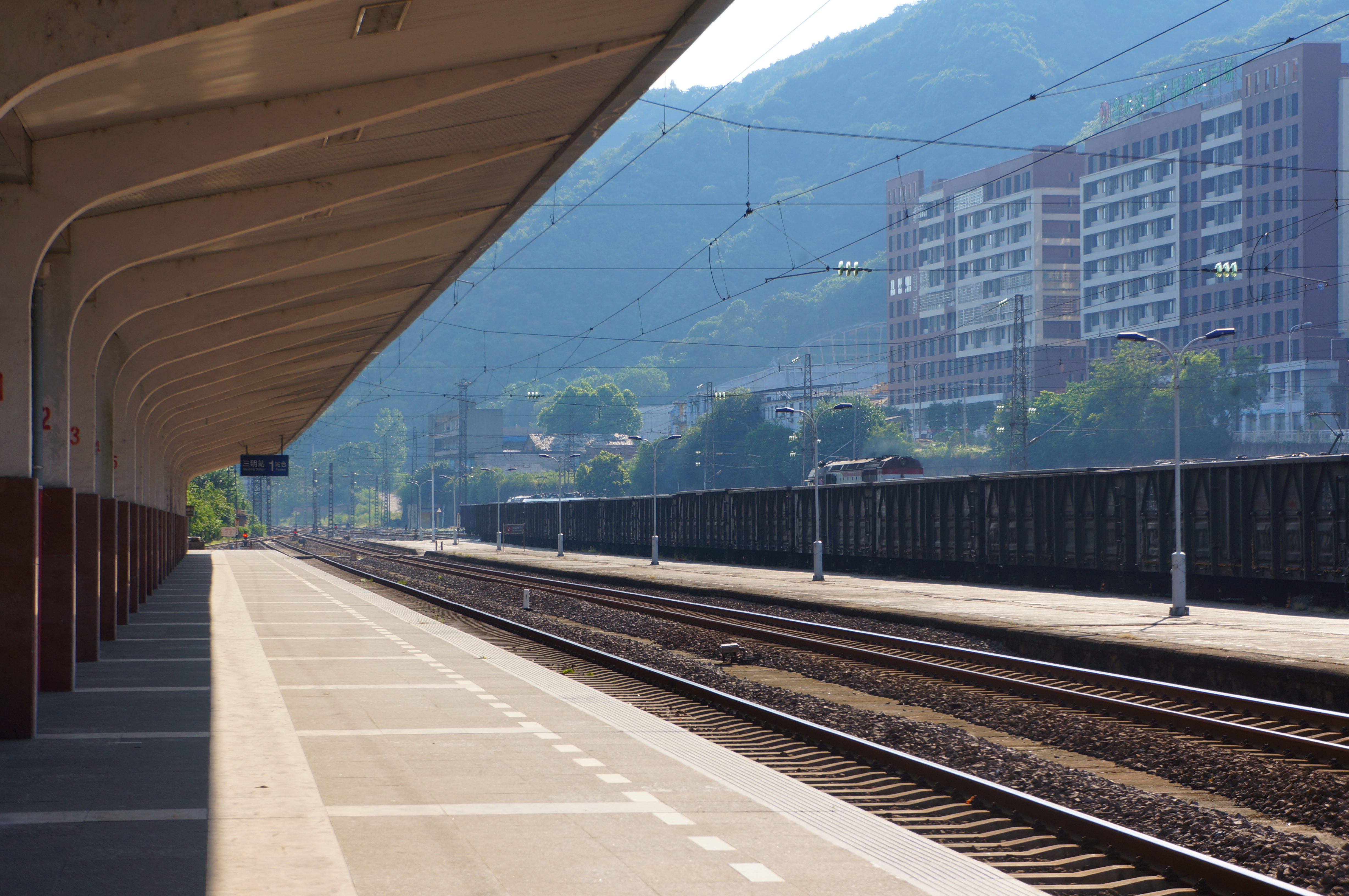
车站站台

三元区站站场设有两座客运站台，长400米。其中一号站台为侧式站台，宽10米；二号站台为岛式站台，宽8米。两座站台均有防雨设施。一号与二号站台由长22米、宽4米的地道相连。客运站场北侧的停车场设有12股轨道，并设有通往安益冷冻、三钢闽光、一阳燃料和三钢化工的专用线。
| 停车场   | 鹰厦铁路 货运列车 |
| 3站台    | 鹰厦铁路列车      |
| 岛式站台 |                   |
| 2站台    | 鹰厦铁路 列车     |
| 1站台    | 鹰厦铁路列车      |
| 侧式站台 |                   |

## 車站周邊
- 中国邮政火车站邮政支局
- 中国移动火车站社区服务站
- 三明汽车西客站
- 三明市白沙小学
- 中国电信白沙支局
- 中国工商银行海鑫支行